# Droga N3 (Luksemburg)
Droga krajowa N3 (luks. Nationalstrooss 3) – jedna z dróg krajowych w Luksemburgu. Łączy stolicę państwa (Luksemburg) z granicą luksembursko-francuską.

## Łączniki

### B3
Połączenie drogi N3 z autostradą A3 stanowi krótki łącznik ekspresowy B3 (luks. Schnellstrooss B3, fr. Voie express 3).

### N3a
N3a stanowi Place de Metz, miejsce w którym spotykają się drogi krajowe N2 oraz N3. N3a nie jest w żaden sposób oznakowane.

## Trasy europejskie
Do lat 80. droga leżała w ciągu trasy E9.